# 소시민 시리즈
《〈소시민〉 시리즈》(일본어: 〈小市民〉シリーズ 쇼시민 시리즈[*])는 요네자와 호노부가 쓴 일본의 추리 소설 시리즈다. 이 시리즈는 2004년 12월 도쿄소겐샤에서 출판을 시작했다. 첫 번째 소설의 만화 각색은 2007년 4월부터 2008년 12월까지 스퀘어 에닉스의 소년 만화 잡지 《월간 G 판타지》에 연재되었다. 두 번째 소설의 각색은 2010년 2월부터 2011년 1월까지 《월간 G 판타지》에 연재되었다.

## 등장인물
소설에서 등장인물의 이름과 지명이 국립국어원의 외래어 표기법에 맞게 쓰였고 애니메이션도 이를 따랐다.
- 고바토 조고로(小鳩 常悟朗)

성우: 우메다 슈이치로
- 오사나이 유키(小佐内 ゆき)

성우: 요미야 히나
- 도지마 겐고(堂島 健吾)

성우: 후루카와 마코토
- 가와마타 가스미(川俣 かすみ)

성우: 후지와라 나츠미
- 가와마타 사나에(川俣 さなえ)

성우: 오사나이 레오
- 이사와 하세미(石和 馳美)

성우: 카와세 마키
- 호조 도모코(北条 智子)

성우: 오오쿠보 루미
- 우리노 다카히코(瓜野 高彦)

성우: 우에니시 텟페이
- 나카마루 도키코(仲丸 十希子)

성우: 미야모토 유메
- 히야 유토(氷谷 優人)

성우: 야마시타 세이이치로
- 몬치 조지(門地 讓治)

성우: 신 유키
- 미키시마 미도리(眞木島 みどり)

성우: 세토 아사미
- 이쓰카이치 기미야(五日市 公也)

성우: 오오스즈 코우키

## 시리즈
전 6권(한국어판은 제5권[일본판의 마지막 권]이 상·하로 분할 발간되어 전 7권)으로 완간되었다.
| 번호  | 제목                                                          | 일본어 출간일                           | 한국어 출간일                                                     |
| ----- | ------------------------------------------------------------- | --------------------------------------- | ----------------------------------------------------------------- |
| 1     | 봄철 한정 딸기 타르트 사건 春期限定いちごタルト事件           | 2004년 12월 24일 ISBN 978-4-488-45101-1 | 2016년 4월 29일 ISBN 978-89-546-4026-8                            |
| 2     | 여름철 한정 트로피컬 파르페 사건 夏期限定トロピカルパフェ事件 | 2006년 4월 14일 ISBN 978-4-488-45102-8  | 2016년 10월 21일 ISBN 978-89-546-4265-1                           |
| 3(상) | 가을철 한정 구리킨톤 사건 상 秋期限定栗きんとん事件〈上〉     | 2009년 2월 27일 ISBN 978-4-488-45105-9  | 2014년 1월 20일 ISBN 978-89-546-4506-5                            |
| 3(하) | 가을철 한정 구리킨톤 사건 하 秋期限定栗きんとん事件〈下〉     | 2009년 3월 13일 ISBN 978-4-488-45106-6  | 2017년 4월 17일 ISBN 978-89-546-4507-2                            |
| 4     | 파리 마카롱 수수께끼 巴里マカロンの謎                         | 2020년 1월 31일 ISBN 978-4-488-45111-0  | 2021년 10월 8일 ISBN 978-89-546-8236-7                            |
| 5     | 겨울철 한정 봉봉 쇼콜라 사건 冬期限定ボンボンショコラ事件     | 2024년 4월 26일 ISBN 978-4-488-45112-7  | 2024년 12월 31일 ISBN 979-11-416-0151-5(상) 979-11-416-0152-2(하) |

## 미디어 믹스

### 만화
만주야 안코가 그린 첫 번째 소설 《봄철 한정 딸기 타르트 사건》의 만화판은 스퀘어 에닉스의 만화 잡지 《월간 G 판타지》에 2007년 4월 18일부터 2008년 12월 18일까지 연재되었으며 단행본은 2권이 발매되었다.
두 번째 소설 《여름철 한정 트로피컬 파르페 사건》의 만화판은 야마자키 후아가 구성하고 오미오미가 만화를 그려 2010년 2월 18일부터 2011년 1월 18일까지 같은 잡지에 연재되었으며 단행본은 2권이 발매되었다.

#### 봄철 한정 딸기 타르트 사건
| 번호 | 일본어 출간일   | 일본어 ISBN            |
| ---- | --------------- | ---------------------- |
| 1    | 2008년 2월 27일 | ISBN 978-4-7575-2230-5 |
| 2    | 2009년 2월 27일 | ISBN 978-4-7575-2487-3 |

#### 여름철 한정 트로피컬 파르페 사건
| 번호 | 일본어 출간일   | 일본어 ISBN            |
| ---- | --------------- | ---------------------- |
| 1    | 2010년 8월 27일 | ISBN 978-4-7575-2983-0 |
| 2    | 2011년 2월 26일 | ISBN 978-4-7575-3152-9 |

### 애니메이션
《봄철 한정 딸기 타르트 사건》과 《여름철 한정 트로피컬 파르페 사건》을 각색한 애니메이션 TV 시리즈인 《소시민 시리즈》가 2024년 1월 12일에 발표되었다. 이 시리즈는 라판트랙에서 제작했다. 감독은 칸베 마모루, 시리즈 구성을 오노 토시야, 캐릭터 디자인을 사이토 아츠시, 음악을 오바타 타카히로가 맡았다. 제1기가 2024년 7월부터 9월까지 TV 아사히의 NUMAnimation 블록, BS아사히 외 24개 제휴 방송국에서 방송되었다.
제1기 최종화 종료 후에 《가을철 한정 구리킨톤 사건》과 《겨울철 한정 봉봉 쇼콜라 사건》을 원작으로 하는 제2기의 제작이 발표되었다. 2025년 4월부터 6월까지 제1기와 같은 TV 아사히의 NUMAnimation 블록에서 방송되었다.

#### 스태프
- 원작 - 요네자와 호노부
- 감독 - 칸베 마모루
- 시리즈 구성 - 오노 토시야
- 캐릭터 디자인 - 사이토 아츠시
- 서브 캐릭터 디자인·총작화 감독 - 구시켄 마유
- 프롭 디자인 - 타나카 모에, 이시카와 쇼시
- 색채 설계 - 아키모토 유키
- 미술 감독 - 이토 아키라
- 미술 설정 - 아오키 토모유키, 이노세 유키에
- 촬영 감독 - 시오카와 토모유키
- CG 디렉터 - 코시다 유지
- 편집 - 마츠바라 리에
- 음향 감독 - 시미즈 카츠노리, 야기누마 토모히코(제2기)
- 음향 효과 - 야소 쇼타
- 음악 - 오바타 타카히로
- 라인 프로듀서 - 아라오 타쿠미
- 프로듀서 - 엔도 카즈키, 히노 료, 콩 카오, 칸바라 요시후미, 하야시 요시아키, 소토카와 아키히로, 사와다 하루카(제1기), 나카가와 에이미(제2기), 마츠이 유코, 오자와 후미히로, 미즈타니 케이
- 애니메이션 프로듀서 - 와타베 마사카즈
- 애니메이션 제작 - 라판트랙
- 제작 - 소시민 시리즈 제작위원회

#### 주제가
스위트 메모리(スイートメモリー)
Eve에 의한 제1기 오프닝 테마. 작사·작곡은 Eve, 편곡은 Numa, Zingai.
풀리지 않는 마음(意解けない)
ammo에 의한 제1기 엔딩 테마. 작사·작곡은 오카모토 유우세, 편곡은 ammo.
화성인(火星人)
요루시카에 의한 제2기 오프닝 테마. 작사·작곡·편곡은 n-buna.
SugaRiddle
야나기나기에 의한 제2기 엔딩 테마. 작사는 야나기나기, 작곡·편곡은 40mP.

#### 에피소드 목록
| 화수                             | 제목                                                                  | 각본                       | 그림 콘티                  | 연출                                    | 작화 감독 | 방송일                     |
| 봄철 한정 딸기 타르트 사건       | 봄철 한정 딸기 타르트 사건                                            | 봄철 한정 딸기 타르트 사건 | 봄철 한정 딸기 타르트 사건 | 봄철 한정 딸기 타르트 사건              | 봄철 한정 딸기 타르트 사건 | 봄철 한정 딸기 타르트 사건 |
| -------------------------------- | --------------------------------------------------------------------- | -------------------------- | -------------------------- | --------------------------------------- | --- | -------------------------- |
| 제1화                            | 羊の着ぐるみ 양의 탈                                                  | 오노 토시야                | 칸베 마모루                | 타카노 야요이                           | 코조노 나호 이시카와 쇼시 니시지마 히로키 구시켄 마유                                                                                                   | 2024년 7월 7일             |
| 제2화                            | おいしいココアの作り方 맛있는 코코아를 타는 법                        | 오노 토시야                | 타케우치 노부유키          | 타케우치 노부유키                       | 니시지마 히로키 토요타 아키코 杭州神在動画 Animore 타케우치 노부유키                                                                                    | 7월 14일                   |
| 제3화                            | ハンプティ・ダンプティ 험프티 덤프티                                  | 우츠미 테루코              | 나가토모 타카카즈          | 나가토모 타카카즈                       | 코조노 나호 니시지마 히로키 후리하타 히데요시 A-NIN | 7월 21일                   |
| 제4화                            | 狐狼の心 고독한 늑대의 마음                                           | 오노 토시야                | 나가토모 타카카즈          | 코쿤                                    | 김보민 코다 토모키 空集 毛缟斑 味噌拉面 周俊杰 叶昌 何文 葛歓 王世林 所沢映画                                                                           | 8월 4일                    |
| 제5화                            | 伯林あげぱんの謎 베를린 튀김빵 수수께끼                               | 우츠미 테루코              | 카와바타 타카시            | 타카노 야요이                           | 토요타 아키코 김보민 사노 에리 코다 토모키 카와카미 노부히코 타카하시 미치코 赵煜恵 廖菲                                                                | 8월 11일                   |
| 여름철 한정 트로피컬 파르페 사건 |                                                                       |                            |                            |                                         | |                            |
| 제6화                            | シャルロットだけはぼくのもの 샬럿은 나의 것                           | 오노 토시야                | 夏洛特                     | 아라이 미호                             | 코조노 나호 후리하타 히데요시 A-NIN 王渝 张曦萦 周俊杰 味增拉面 叶昌 陈凯 汤夏 葛歓                                                                     | 8월 18일                   |
| 제7화                            | シェイク・ハーフ 셰이크 하프                                          | 우츠미 테루코              | 타카노 야요이              | 타카노 야요이                           | 토요타 아키코 타카하시 미치코 김보민 이케즈 히사에 타카노 야요이 赵煜恵 廖菲 타케우치 노부유키                                                          | 8월 25일                   |
| 제8화                            | おいで、キャンディーをあげる 이리 오렴, 사탕 줄게                     | 우츠미 테루코              | 나가토모 타카카즈          | 나가토모 타카카즈                       | 이시카와 쇼시 코토쿠 마미 王点 야마미치 이타이 王世林 椰子王 葛歓 味增拉面 张曦萦 刘龙圣                                                                | 9월 1일                    |
| 제9화                            | スイート・メモリー (前編) 스위트 메모리(전편)                         | 오노 토시야                | 칸베 마모루                | 아라이 미호                             | 오코우치 시노부 코다 토모키 이케즈 히사에 미야타 칸치 카와카미 노부히코 赵煜恵 廖菲 胡雲涛                                                              | 9월 8일                    |
| 제10화                           | スイート・メモリー (後編) 스위트 메모리(후편)                         | 오노 토시야                | 칸베 마모루                | 야마오카 미노루                         | 토요타 아키코 이시카와 쇼시 타카하시 미치코 타케모토 미키 타카노 나오 赵煜恵 廖菲 胡雲涛                                                                | 9월 15일                   |
| 가을철 한정 구리킨톤 사건        |                                                                       |                            |                            |                                         | |                            |
| 제11화                           | あたたかな冬 (前編) 따뜻한 겨울 (전편)                                | 오노 토시야                | 칸베 마모루                | 아라이 미호                             | 타카노 야요이 쿠도 유카 야마다 슌타로 토요타 아키코 이케즈 히사에 타카하시 미치코 야마미치 토이 사노 에리                                               | 2025년 4월 6일             |
| 제12화                           | あたたかな冬 (後編) 따뜻한 겨울 (후편)                                | 오노 토시야                | 마츠바라 사토시            | 黄彦勝                                  | 나카지마 슌 타케우치 미키 코다 토모키 테지마 노리코 廖菲 胡云濤 陸子煜 趙昱慧                                                                           | 4월 13일                   |
| 제13화                           | とまどう春 방황하는 봄                                                | 우츠미 테루코              | 나가토모 타카카즈          | 나카하라 모에                           | 니시지마 히로키 노구치 마사츠네 타카노 나오 타카하시 미치코 하카마타 유지 야마미치 토이 廖菲 胡云濤 陸子煜 趙昱慧                                       | 4월 20일                   |
| 제14화                           | うたがわしい夏 (前編) 의혹의 여름 (전편)                              | 오노 토시야                | 쿠레미즈 코스케            | 쿠레미즈 코스케                         | 타카노 야요이 쿠도 유카 나카지마 슌 이케즈 히사에 코다 토모키 히구치 카오리 廖菲 胡云濤 陸子煜 趙昱慧                                                   | 4월 27일                   |
| 제15화                           | うたがわしい夏 (後編) 의혹의 여름 (후편)                              | 우츠미 테루코              | 카와바타 타카시            | 아라이 미호                             | 히구치 카오리 키쿠카와 타카시 타케모토 미키 타카하시 미치코 카와카미 노부히코 廖菲 胡云濤 陸子煜 趙昱慧                                                 | 5월 4일                    |
| 제16화                           | 真夏の夜 한여름 밤                                                    | 우츠미 테루코              | 타케우치 노부유키          | 이시카와 쇼시                           | 이시카와 쇼시 나카지마 슌 토요타 아키코 아키츠키 아야 廖菲 胡云濤 陸子煜 趙昱慧                                                                         | 5월 11일                   |
| 제17화                           | ふたたびの秋 돌아온 가을                                              | 오노 토시야                | 칸베 마모루                | 카네코 신고                             | 히구치 카오리 타케모토 미키 나가야마 메구미 廖菲 胡云濤 陸子煜 趙昱慧 味噌拉面 富春 毛缟斑                                                              | 5월 18일                   |
| 겨울철 한정 봉봉 쇼콜라 사건     |                                                                       |                            |                            |                                         | |                            |
| 제18화                           | わたしたち本当に出会うべきだったのかな 우리는 정말 만날 운명이었을까? | 오노 토시야                | 카와바타 타카시            | 야마오카 미노루                         | 코다 토모키 나카지마 슌 하카마타 유지 키쿠카와 타카시 廖菲 胡云濤 陸子煜 趙昱慧                                                                         | 5월 25일                   |
| 제19화                           | 小鳩くんと小佐内さん 고바토와 오사나이                                | 오노 토시야                | 타카다 마사토요            | 타카다 마사토요                         | 나카지마 슌 하카마타 유지 키쿠카와 타카시 타케모토 미키 타카노 나오 히구치 카오리 토요타 아키코 廖菲 胡云濤 陸子煜 趙昱慧                               | 6월 1일                    |
| 제20화                           | 乾いた花にどうぞ水を 메마른 꽃에, 부디 물을                           | 오노 토시야                | 쿠레미즈 코스케            | 만간지 치카 나카하라 모에               | 미야타 칸치 이시카와 쇼시 아키츠키 아야 코다 토모키 廖菲 胡云濤 陸子煜 趙昱慧                                                                           | 6월 8일                    |
| 제21화                           | 黄金だと思っていた時代の終わり 황금인 줄 알았던 시대의 마지막         | 우츠미 테루코              | 타케우치 노부유키          | 타카노 야요이                           | 타카노 야요이 | 6월 15일                   |
| 제22화                           | 報い 죗값                                                             | 오노 토시야                | 칸베 마모루                | 카네코 신고 야마오카 미노루 아라이 미호 | 이시카와 쇼시 미야타 칸치 타카하시 미치코 코다 토모키 히구치 카오리 타케모토 미키 토가시 아야나 아키츠키 아야 키쿠카와 타카시 廖菲 胡云濤 陸子煜 趙昱慧 | 6월 22일                   |

| TV 아사히 계열 NUMAnimation | TV 아사히 계열 NUMAnimation | TV 아사히 계열 NUMAnimation |
| 이전 작품                   | 작품명                      | 다음 작품                   |
| --------------------------- | --------------------------- | --------------------------- |
| 속삭이듯 사랑을 노래하다    | 소시민 시리즈(제1기)        | 당신은 저승님               |
| 메달리스트(제1기)           | 소시민 시리즈(제2기)        | 비와 너와                   |